# Breedeveen
Breedeveen is een woonplaats in de gemeente Utrechtse Heuvelrug, in de Nederlandse provincie Utrecht. Het plaatsje ligt in een bosrijke omgeving op de Utrechtse Heuvelrug, iets ten noorden van het dorp Leersum. Het ligt aan de Maarsbergse Weg (N226), de weg van Leersum naar Woudenberg. Breedeveen heeft 70 inwoners (2006).
Dorpen: Amerongen · Doorn · Driebergen-Rijsenburg · Leersum · Maarn · Maarsbergen · Overberg

Buurtschappen: Beerschoten · Boswijk · Breedeveen · Darthuizen · De Groep (deels) · Haagje · Haspel · Oud Rijsenburg · Palmstad · Sterkenburg · Valkenheide

Provincie Utrecht · Plaatsen in de provincie